# Taubenturm (Varetz)

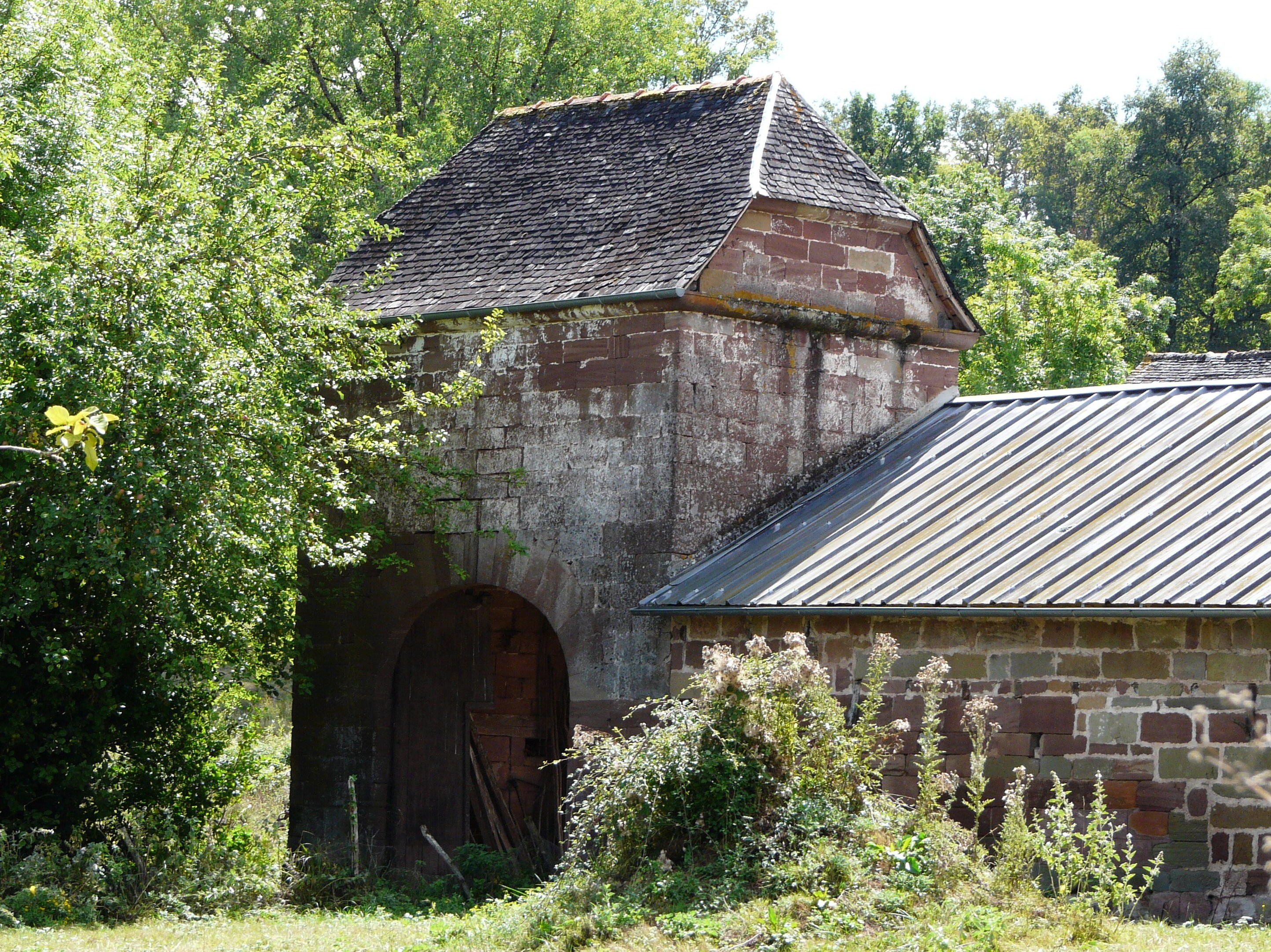
Taubenturm in Varetz (Feldseite)

Der Taubenturm (französisch colombier oder pigeonnier) in Varetz, einer französischen Gemeinde im Département Corrèze in der Region Nouvelle-Aquitaine, wurde 1769 errichtet. Der Taubenturm steht seit 2010 als Monument historique auf der Liste der Baudenkmäler in Frankreich.
Der Torturm aus Hausteinmauerwerk mit einer Breite von 5,60 Meter und einer Höhe von 5,80 Meter gehört zu einem Bauernhof. Das Walmdach ist mit Schiefer gedeckt. An der Hofseite ermöglicht eine Dachgaube den Tauben den Zugang zu den Nestern unter dem Dach. Das Obergeschoss über dem Torbogen wurde als Remise genutzt.